# Korschenbroich

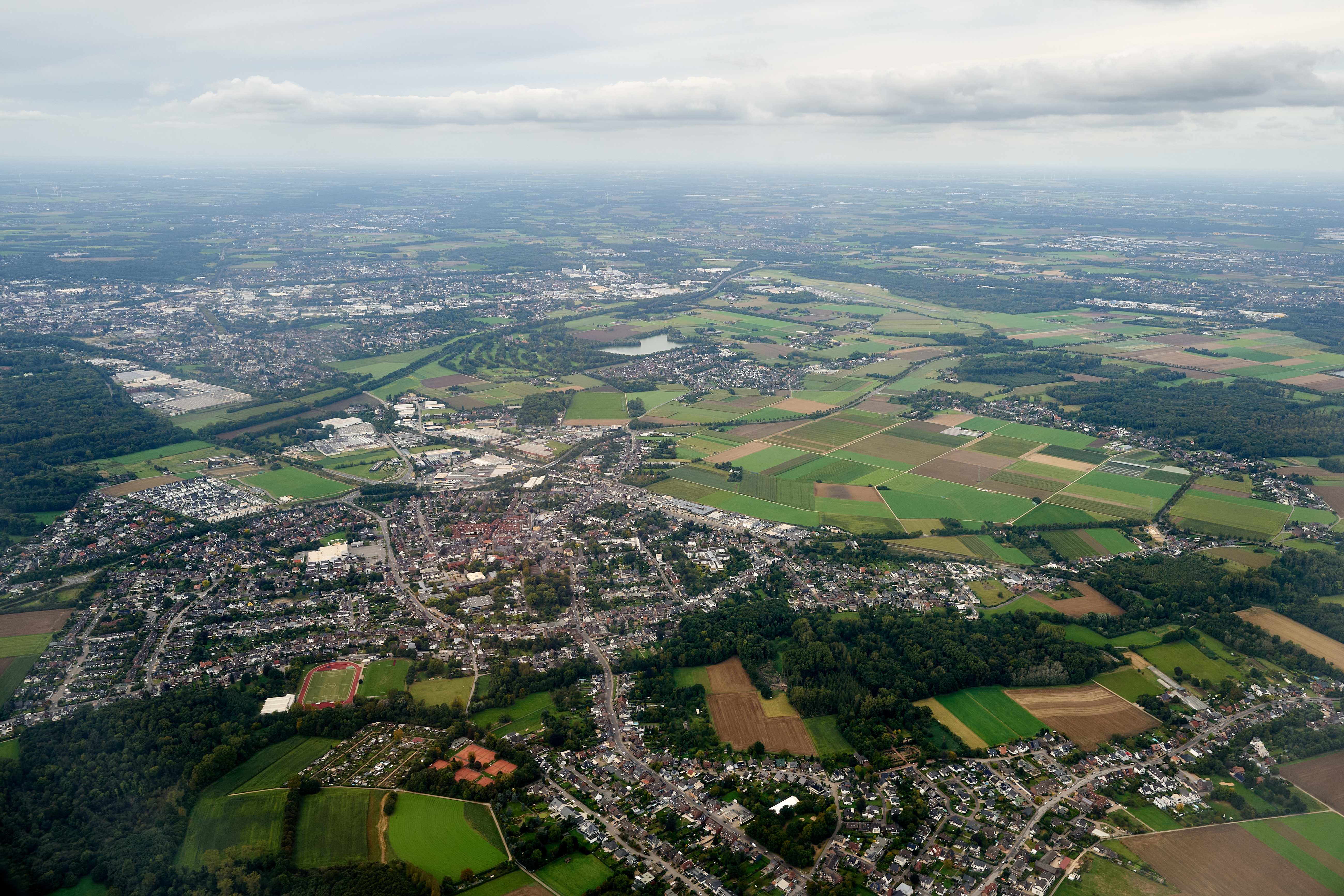
Luftaufnahme von Korschenbroich

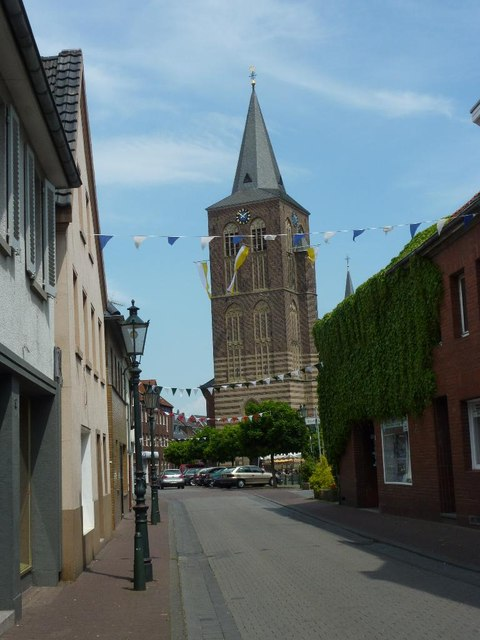
Sebastianusstraße und Kirche Sankt Andreas

Korschenbroich (mit Dehnungs-i in der Endsilbe -broich, gesprochen -brooch [ˈbʁoːχ]) ist eine deutsche Mittelstadt am Niederrhein in Nordrhein-Westfalen, die zum Rhein-Kreis Neuss gehört. Korschenbroich liegt zwischen den Ballungsräumen Mönchengladbach, Krefeld und Düsseldorf und ist Teil der Metropolregion Rhein-Ruhr.

## Namensherkunft
Die älteste überlieferte Form des Namens Korschenbroich stammt aus dem Jahre 1127 und lautet Crismeke, 1130 heißt es Kirsemig, 1280 Kirsmec, 1341 in hochdeutscher Lautung Kirsmich. Diese Namensform wurde im Laufe der Zeit in unterschiedlicher Schreibung beibehalten, bis sie durch Korschenbroich ersetzt wurde.
Es wird vermutet, dass die Namen Crismeke und Cirsmich aus dem Wort Kirsche abgeleitet werden können. Der römische Feldherr Lukullus (* 117 v. Chr.; † 56 v. Chr.) brachte die Kirsche (lat.: cerasus; griech. κεράσιον) aus Kleinasien nach Europa. Cirsmich könnte somit die Wortbedeutung Kirschenfeld oder Kirschenmark haben.

## Geographie
Das Stadtgebiet von Korschenbroich liegt am linken Niederrhein in der Tiefebene der Niederrheinischen Bucht. Westlich grenzt es an die Niers, die den Grenzfluss zu Mönchengladbach bildet. Die Landschaft ist geprägt von Bruchwald, Auen, Wiesen und Ackerland. Trotz der zunehmenden Besiedlung hat Korschenbroich seinen ländlichen Charakter in den Ortsteilen bewahrt. In den von Bruchlandschaft geprägten Ortsteilen mit der Namensendung -broich und auch im Stadtteil Kleinenbroich sind die Grundwasserstände sehr hoch.
Die Geländeoberfläche im Stadtgebiet fällt generell in nördliche Richtung ab, sie liegt im Süden im Mittel bei rund 60 m ü. NN in Rubbelrath (höchster Punkt: Quarzitkuppe Liedberg 80 m ü. NN (Siehe auch im Abschnitt Landschafts- und Naturschutzgebiete)), im Norden, am Nordkanal, bei rund 37 m ü. NN. Entlang des Süd-Nord verlaufenden Jüchener Baches, der Niers und des Trietbachs sowie deren Nebenbächen sind Eintalungen ausgebildet, die sich insbesondere im Norden des Stadtgebietes – an der Niers, dem Trietbach und dem Nordkanal – zu breiten Niederungen ausdehnen, wie z. B. beim Niersbruch, Raderbroicher Busch (nördlich Raderboich) und Hoppbruch (südlich Korschenbroich).
Im Stadtgebiet Korschenbroich werden etwa 68,1 % der Gesamtfläche landwirtschaftlich genutzt, 21,7 % entfallen auf Siedlungs-, Gewerbe- und Verkehrsflächen, 7,2 % auf Waldflächen, 1,6 % auf Erholungsflächen und 1,2 % auf Wasserflächen (Stand 1998).
Heute zählen zu Korschenbroich folgende fünf Stadtteile: Korschenbroich, Kleinenbroich, Glehn, Liedberg und Pesch. In diesen Stadtteilen befinden sich teilweise weitere Ortschaften. Diese sind Korschenbroich mit Herzbroich, Herrenshoff, Neersbroich, Trietenbroich und Raderbroich; Lüttenglehn, Epsendorf, Scherfhausen und Schlich in Glehn; Steinhausen, Drölsholz und Steinforth-Rubbelrath in Liedberg.
Siehe auch unter Eingemeindungen im Abschnitt Geschichte.
Katasterflächen
Statistische Kennzahlen für Korschenbroich (Stand: 31. Dezember 2012):
| Gesamtfläche             | 5.526 ha |        |
| - davon Siedlungsflächen | 1.079 ha | 19,5 % |
| - davon Verkehrsflächen  | 413 ha   | 7,5 %  |
| - davon Freiraum         | 4.034 ha | 73,0 % |

## Geologie
Das Stadtgebiet wird vom Nordwest-Südost bzw. Westnordwest-Ostsüdost streichenden Viersener Sprung gequert, der die Venloer und Kölner Scholle im südlichen Stadtgebiet von der Krefelder Scholle im nördlichen Stadtgebiet abgrenzt. Gemäß untersuchten Schnitten wird das Quartär von der Störung nicht mehr versetzt. Die ältesten geologisch relevanten Schichten sind nördlich des Viersener Sprungs die Ablagerungen des Oligozän. Sie sind hier überwiegend als z. T. schluffige Feinsande (marine Sande) ausgebildet, die im Stadtgebiet bis über 100 Meter mächtig werden. Südlich des Viersener Sprungs bilden die miozänen Meeressande mit den eingelagerten Braunkohleflözen die Basis des Quartär. Im äußersten Südosten des Stadtgebietes, südlich der Störung, sind an der Tertiäroberfläche Tone (Glehner Ton) vorhanden. In weiteren Schichten folgen die pleistozänen Ablagerungen der Unteren Mittelterrasse des Rheins (Quartär). Die Terrassensedimente werden weitflächig von einer etwa ein bis zwei Meter mächtigen Löss- bzw. Lösslehmschicht überdeckt.
Die bruchtektonische Absenkung der Niederrheinischen Bucht setzte und setzt sich im Holozän bis heute fort. 10 % der tektonischen Bewegungen erfolgen in Form von Erdbeben, etwa alle vier Monate mit einer Stärke von 2 auf der Richter-Skala. Das Erdbeben von Roermond, das sich am 13. April 1992 mit einer Magnitude von 5,9 ereignete, war in Korschenbroich deutlich spürbar. Das Epizentrum des Bebens lag im circa 40 Kilometer von Korschenbroich entfernten niederländischen Ort Linne.

## Geschichte

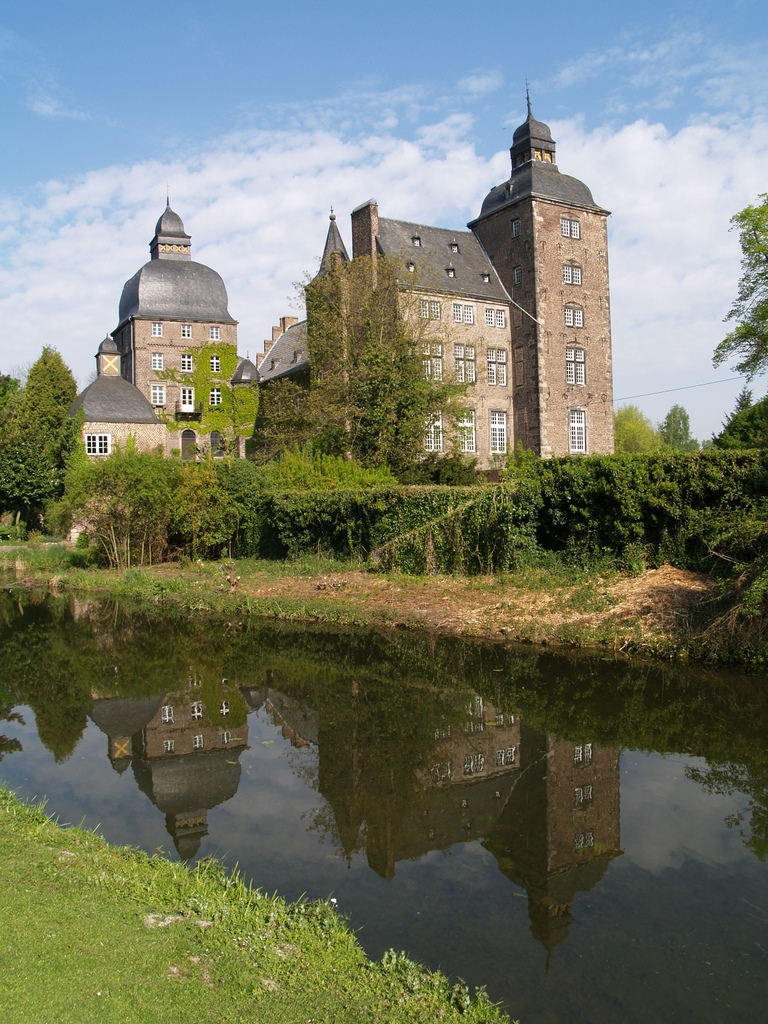
Schloss Myllendonk

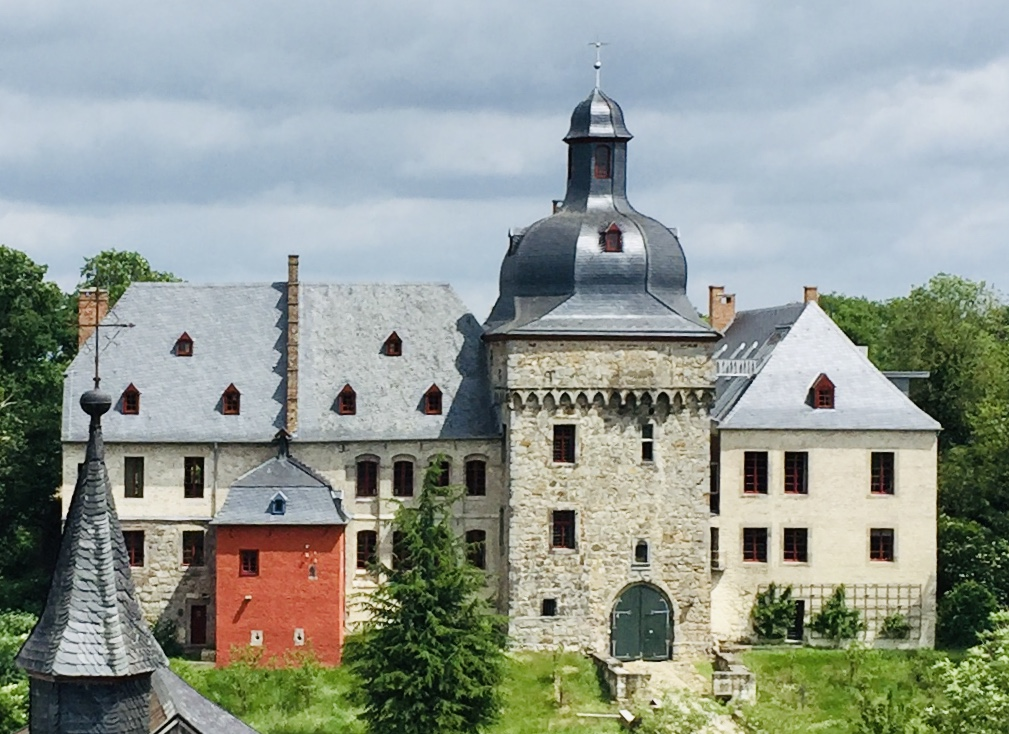
Schloss Liedberg

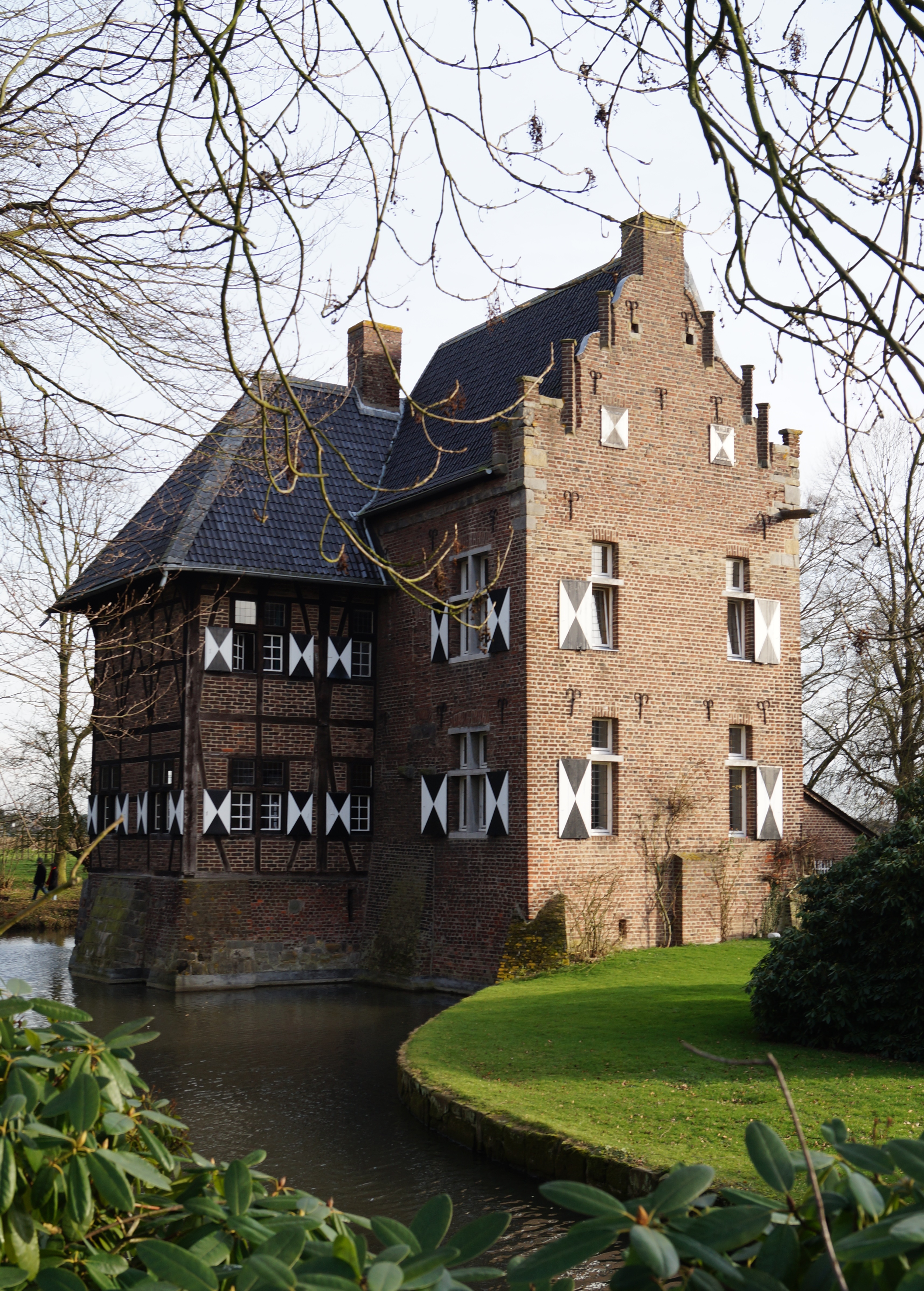
Haus Fürth bei Liedberg

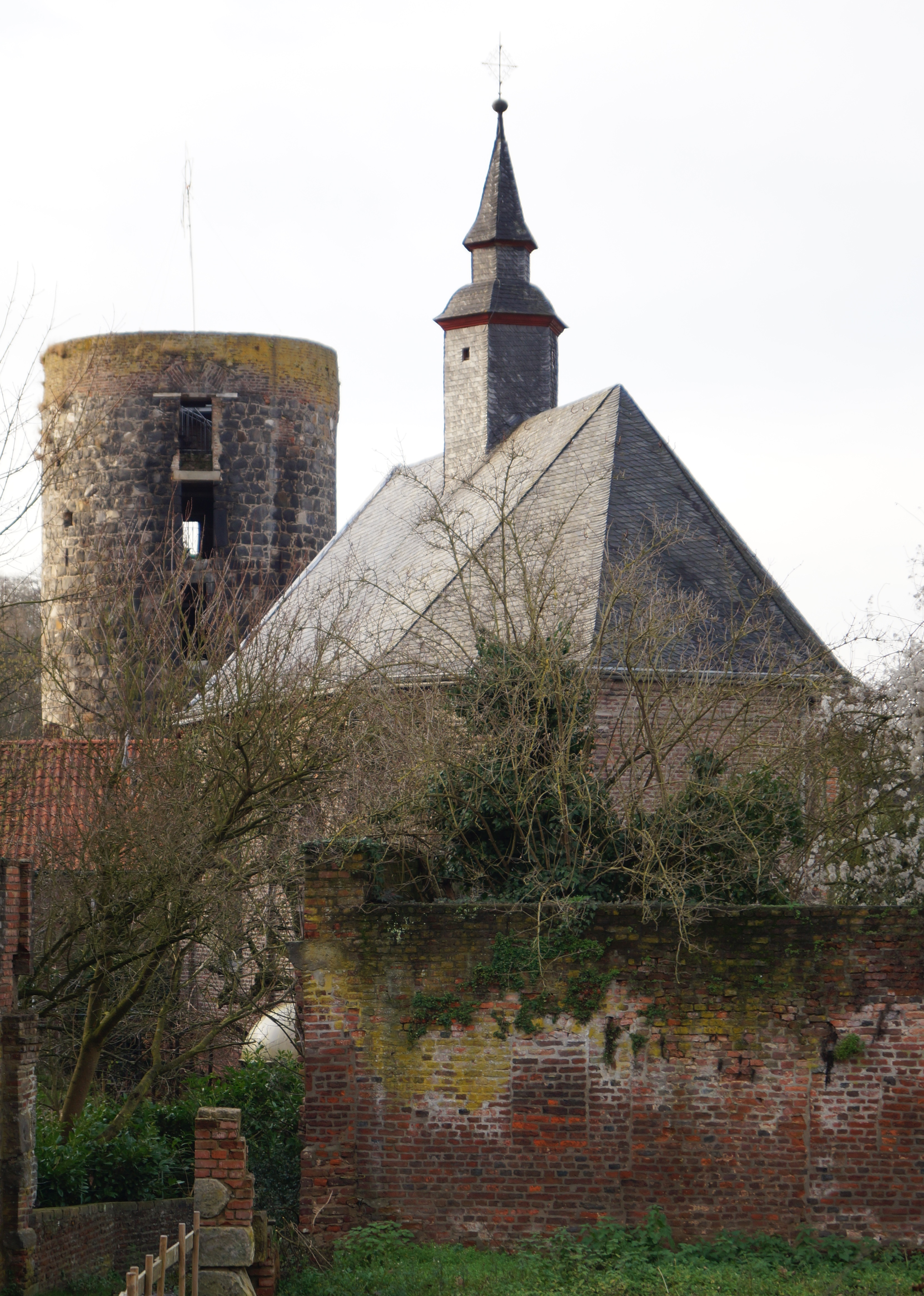
Schlosskapelle und Mühlenturm in Liedberg

Archäologische Funde am Fuß des Liedbergs im Stadtgebiet von Korschenbroich deuten auf Werkzeuge aus der frühen Altsteinzeit. Mit Sicherheit gehören aber Faustkeile und Klingen in die spätere Altsteinzeit. Dieser Fundplatz von Geräten von Neandertalern, die vor etwa 100.000 Jahren lebten, ist bisher im Rhein-Kreis Neuss einmalig. Die nächsten Zeugnisse menschlicher Anwesenheit kommen aus der mittleren Steinzeit (9.–5. Jahrhundert vor Chr.). Messerchen, Schaber und Klingen wurden dicht an der Niers und an der Triet gefunden. Sie stammen von Menschen, die vor allem als Jäger, Fischer und Sammler ihre Nahrung erwarben.
Römische Funde auf dem Gebiet der ehemaligen Gemeinden Korschenbroich und Pesch weisen auf frühe Besiedlung der Region hin. So wurde im Feld zwischen Korschenbroich und Raderbroich eine villa rustica freigelegt, bei der die Fundamente und Reste der Fußbodenheizung (Hypokausten) noch vorhanden waren.
Im 12. Jahrhundert wurden die Herren von Myllendonk erwähnt. Dabei handelte es sich zunächst um ein Lehen der Herzöge von Geldern und ging später als Lehen an die Herzöge von Jülich über. Das Gebiet der Herren von Myllendonk war mit dem Gebiet der späteren Gemeinde Korschenbroich identisch.
Im Jahre 1700 wurde die Herrschaft Myllendonk reichsunmittelbar. 1794 wurde Korschenbroich von den Franzosen besetzt und 1815 kam der Ort an das Königreich Preußen. Im Jahre 1816 wurde die Gemeinde Korschenbroich mit den Ortschaften Korschenbroich, Trietenbroich, Neersbroich, Herrenshoff, Herzbroich, Raderbroich, Engbrück und Fragenhütte gebildet. Sie bildete 1929 mit der Gemeinde Pesch das Amt Korschenbroich im Landkreis Grevenbroich-Neuß. Das Amt Korschenbroich wurde am 31. Dezember 1974 aufgelöst.
1986 trat der Bürgermeister Wilderich Freiherr von Mirbach Graf von Spee (CDU) zurück. Er hatte angesichts der leeren Stadtkasse in einer Ratssitzung die Aussage getroffen, zur Sanierung des Haushalts „müsse man ein paar reiche Juden erschlagen“. Der antisemitische Vorfall wurde bundesweit diskutiert.

## Eingemeindungen

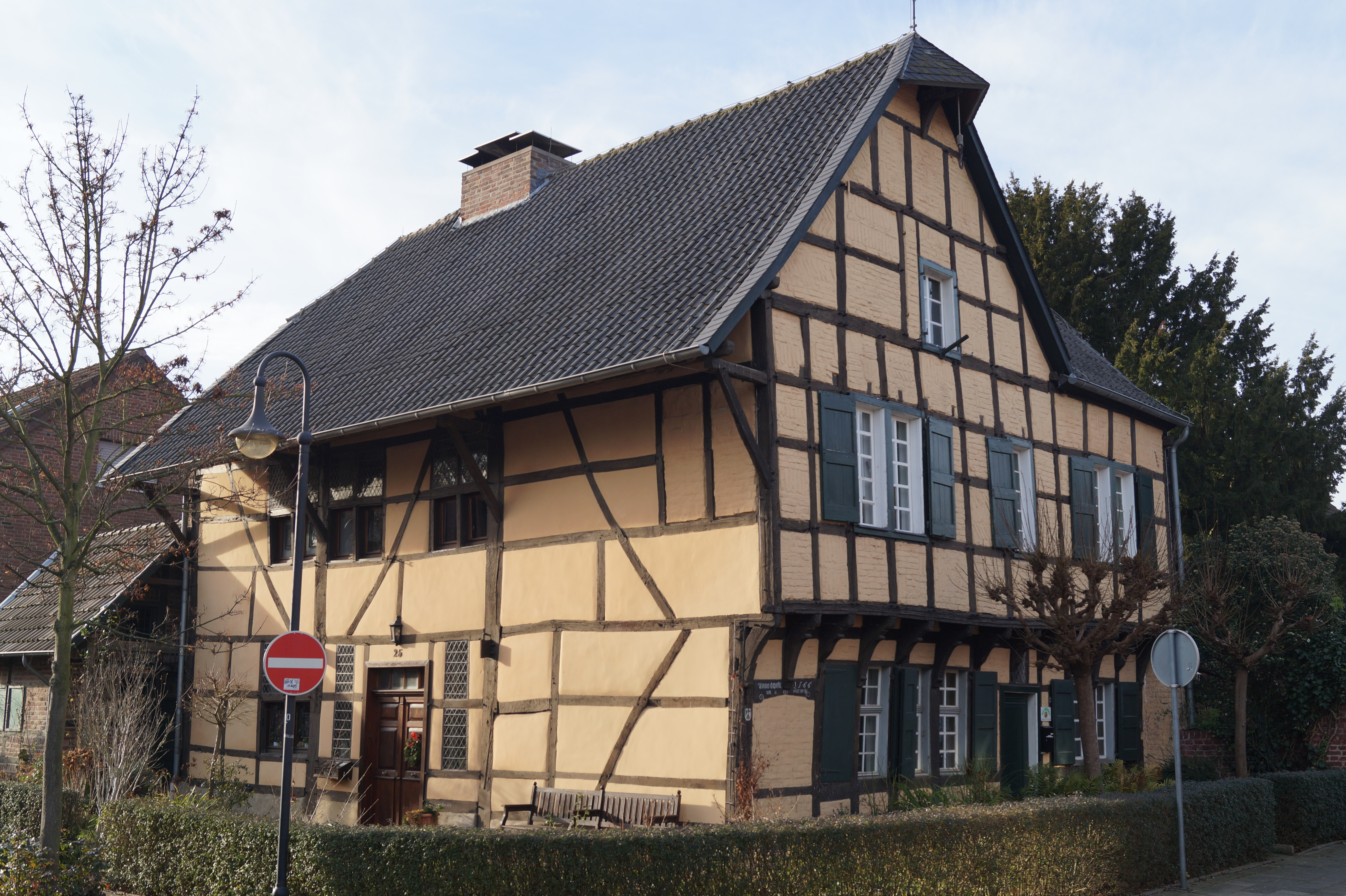
Kuhlenhof von 1566

Am 1. Januar 1975 wurde das Amt Korschenbroich aufgelöst und die Gemeinde Pesch eingegliedert, des Weiteren die Gemeinde Liedberg mit den Ortschaften Steinhausen, Drölsholz, Steinforth und Rubbelrath und die Gemeinde Glehn mit den Ortschaften Lüttenglehn, Epsendorf, Scherfhausen und Schlich. Die Gemeinden Liedberg und Glehn hatten noch bis zum 31. Dezember 1974 das Amt Glehn gebildet. Das Gut Bickhausen kam an die Stadt Grevenbroich.
Außerdem wurde auch die Gemeinde Kleinenbroich eingemeindet, mit Ausnahme von Eschert, das seither zur Stadt Willich gehört. Von der ehemaligen Stadt Rheydt erhielt die Gemeinde Korschenbroich die Westseite der Jahnstraße in Steinhausen. Am 1. Januar 1981 wurden der Gemeinde Korschenbroich die Stadtrechte verliehen.

## Einwohnerentwicklung

### Gesamtstadt
Die Zahlen geben die Einwohnerentwicklung vor und nach der Gemeindereform am 1. Januar 1975 wieder:

Einwohnerentwicklung von Korschenbroich von 1961 bis 2017

| Jahr | Einwohner |
| ---- | --------- |
| 1961 | 7.376     |
| 1964 | 7.712     |
| 1970 | 8.324     |
| 1974 | 8.640     |
| 1983 | 26.000    |
| 2007 | 33.645    |
| 2012 | 32.193    |
| 2013 | 32.305    |
| 2016 | 34.003    |
| 2017 | 34.161    |
| 2019 | 34.214    |

### Stadtteile
Einwohnerzahlen der einzelnen Stadtteile im Jahr 2019:
| Stadtteil      | Einwohner |
| -------------- | --------- |
| Korschenbroich | 11.908    |
| Kleinenbroich  | 10.800    |
| Glehn          | 6.263     |
| Liedberg       | 2.956     |
| Pesch          | 2.287     |

## Bevölkerung
Statistische Kennzahlen für Korschenbroich:
| Einwohner (EW) insgesamt                                  | 33.1871) |
| Ausländeranteil                                           | 4,4 %1)  |
| Bevölkerungsdichte EW je km²                              | 6011)    |
| Wohnende Sozialversicherungspflichtige Beschäftigte (SvB) | 11.9842) |
| Einpendler                                                | 4.5202)  |
| Auspendler                                                | 10.2402) |

1) Stand: 31. Dezember 2012

2) Stand: 30. Juni 2012
| Altersstruktur der Einwohner von Korschenbroich                                    | Altersstruktur der Einwohner von Korschenbroich | Altersstruktur der Einwohner von Korschenbroich | Altersstruktur der Einwohner von Korschenbroich | Altersstruktur der Einwohner von Korschenbroich |
| ---------------------------------------------------------------------------------- | ----------------------------------------------- | ----------------------------------------------- | ----------------------------------------------- | ----------------------------------------------- |
| Alter                                                                              |                                                 |                                                 | Anzahl                                          |                                                 |
| 0–5                                                                                | 0–5                                             |                                                 | 1.165                                           | 1.165                                           |
| 5–10                                                                               | 5–10                                            |                                                 | 1.379                                           | 1.379                                           |
| 10–14                                                                              | 10–14                                           |                                                 | 1.664                                           | 1.664                                           |
| 15–19                                                                              | 15–19                                           |                                                 | 1.866                                           | 1.866                                           |
| 20–24                                                                              | 20–24                                           |                                                 | 1.462                                           | 1.462                                           |
| 25–29                                                                              | 25–29                                           |                                                 | 1.380                                           | 1.380                                           |
| 29–34                                                                              | 29–34                                           |                                                 | 1.592                                           | 1.592                                           |
| 35–39                                                                              | 35–39                                           |                                                 | 1.737                                           | 1.737                                           |
| 40–44                                                                              | 40–44                                           |                                                 | 2.716                                           | 2.716                                           |
| 45–49                                                                              | 45–49                                           |                                                 | 3.092                                           | 3.092                                           |
| 50–54                                                                              | 50–54                                           |                                                 | 2.863                                           | 2.863                                           |
| 55–59                                                                              | 55–59                                           |                                                 | 2.477                                           | 2.477                                           |
| 60–64                                                                              | 60–64                                           |                                                 | 2.208                                           | 2.208                                           |
| 65–69                                                                              | 65–69                                           |                                                 | 1.698                                           | 1.698                                           |
| 70–74                                                                              | 70–74                                           |                                                 | 1.950                                           | 1.950                                           |
| 75–79                                                                              | 75–79                                           |                                                 | 1.270                                           | 1.270                                           |
| 80–84                                                                              | 80–84                                           |                                                 | 859                                             | 859                                             |
| 85–89                                                                              | 85–89                                           |                                                 | 487                                             | 487                                             |
| 90-                                                                                | 90-                                             |                                                 | 160                                             | 160                                             |
| Datenquelle: Zensus 2011, Information und Technik Nordrhein-Westfalen, 9. Mai 2011 |                                                 |                                                 |                                                 |                                                 |

## Religionen

### Katholische Kirche

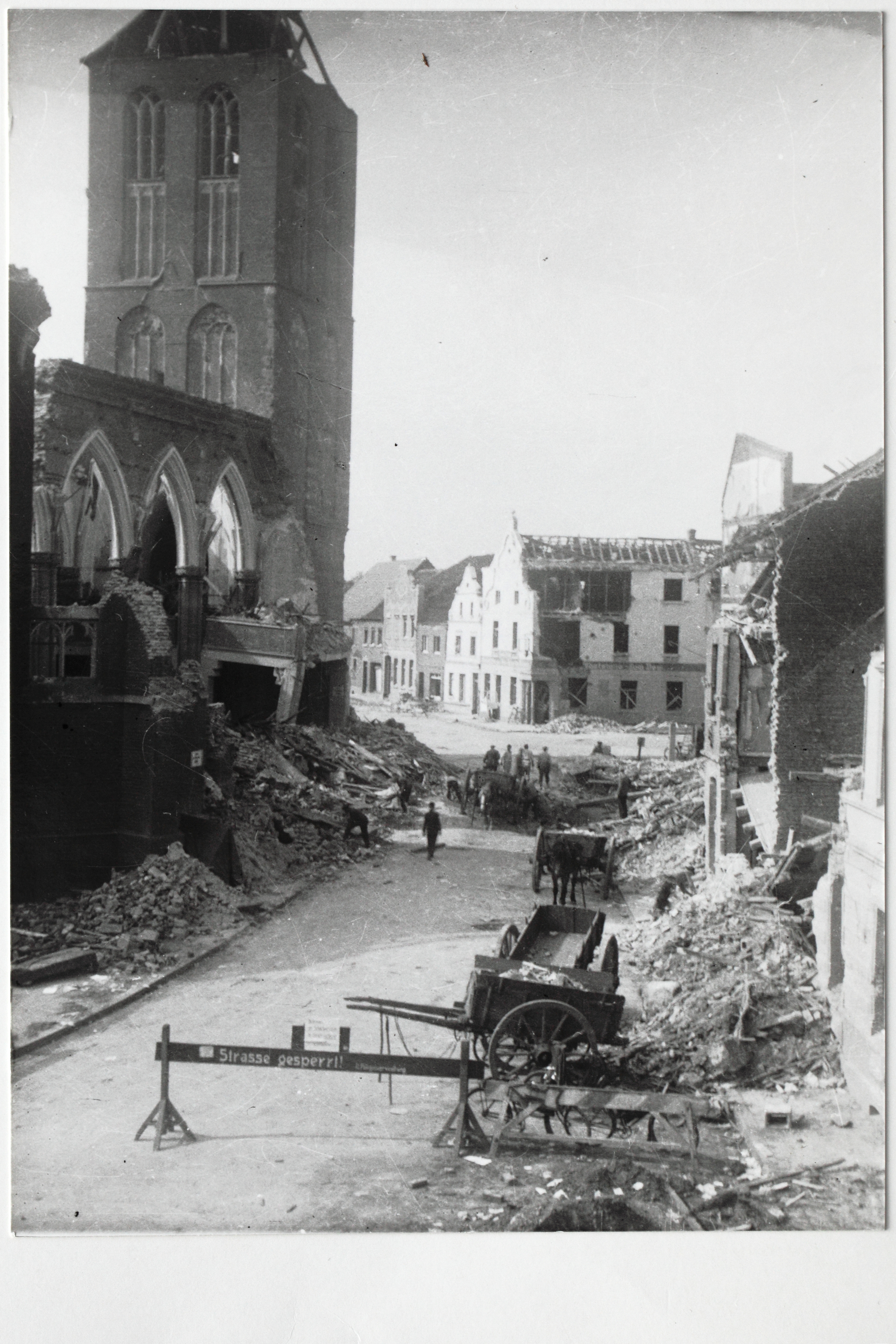
Hochstraße und Kirche St. Andreas nach dem Bombenangriff 1943

Die fünf katholischen Pfarrgemeinden St. Andreas Korschenbroich, Herz-Jesu Herrenshoff, St. Marien Pesch, St. Dionysius Kleinenbroich und St. Georg Liedberg bilden die Gemeinschaft der Gemeinden Korschenbroich (GDG). Ferner besteht noch die Pfarrgemeinde St. Pankratius Glehn. Der Stadtteil Lüttenglehn gehört zur Pfarrei Neuss-Grefrath.
Der größte Teil des Stadtgebietes und der Pfarreien gehören zum Bistum Aachen, nur die Pfarreien Glehn, Steinforth-Rubbelrath und Lüttenglehn gehören zum Erzbistum Köln.
Die katholische St.-Andreas-Kirche im Stadtkern von Korschenbroich existierte schon im Mittelalter. Bereits im 13. Jahrhundert bildete die Korschenbroicher Kirche eine eigenständige Pfarrei. Allerdings ist von dem Kirchenbauwerk nur noch der Turm aus dem Jahr 1504 als Wahrzeichen der Stadt vorhanden. Die neugotische Kirche, die 1888 eine spätgotische Kirche ersetzte, fiel in der Nacht vom 22. zum 23. August 1943 einem Bombenangriff der Alliierten zum Opfer, bei dem das Kirchenschiff zerstört wurde.

### Evangelische Kirche
Die evangelischen Christen gehören zur Evangelischen Kirchengemeinde Korschenbroich mit den Bezirken Korschenbroich (Evangelische Kirche), Kleinenbroich (Martin-Luther-Haus) und Glehn (Friedenskirche).

### Judentum
1933 lebten in Korschenbroich noch fünf jüdische Familien mit 21 Personen. Nicht alle konnten sich durch Emigration retten. Die letzte Beerdigung auf dem jüdischen Friedhof Pesch fand 1940 statt.
Bis 1959 befand sich außerdem eine Synagoge in Korschenbroich. Diese wurde um 1938 verwüstet und später abgerissen.

## Politik und Verwaltung

### Stadtrat
Die Kommunalwahlen 2014 und 2020 führten zu folgenden Ergebnissen für die Zusammensetzung des Stadtrats:
| Partei/Liste | 2020  | 2020  | 2014  | 2014  |
| Partei/Liste | %     | Sitze | %     | Sitze |
| CDU          | 45,99 | 19    | 46,89 | 20    |
| Grüne        | 22,04 | 9     | 10,23 | 4     |
| SPD          | 15,48 | 7     | 21,85 | 9     |
| FDP          | 6,57  | 3     | 5,35  | 2     |
| Die Aktive   | 5,58  | 2     | 12,52 | 5     |
| LINKE        | 2,32  | 1     | −     | −     |
| ZENTRUM      | 1,47  | 1     | 1,68  | 1     |
| ULLi         | 0,53  | −     | 1,48  | 1     |

### Bürgermeister
Zum Bürgermeister von Korschenbroich gewählt wurde 2015 Marc Venten (CDU). Er wurde 2020 im Amt bestätigt.

### Wappen, Flagge und Dienstsiegel
Der Stadt Korschenbroich ist mit Urkunde des Regierungspräsidenten Düsseldorf vom 22. Juli 1977 das Recht zur Führung eines Wappens verliehen worden.
Beschreibung des Wappens
„Gespalten, vorne in Silber (Weiß) ein schwarzes durchgehendes Kreuz, hinten fünfmal geteilt von Gold (Gelb) nach Schwarz.“
In dem Wappen sind die Zeichen der Landeszugehörigkeit (kurkölnisches Kreuz) eines Teils der vormaligen Gemeinden und des bei Korschenbroich ansässigen Geschlechtes Myllendonk-Mirlaer (Balken) vereinigt.
Der Stadt Korschenbroich ist ferner mit Urkunde des Regierungspräsidenten Düsseldorf vom 9. November 1979 das Recht zur Führung einer Flagge und eines Banners verliehen worden.
Beschreibung der Flagge
„Gelb und schwarz im Verhältnis 1:1 längsgestreift, in der Mitte der Wappenschild der Stadt.“
Beschreibung des Banners
„Gelb und schwarz im Verhältnis 1:1 längsgestreift mit dem Stadtwappen etwas oberhalb zur Mitte.“
Dienstsiegel
Die Stadt Korschenbroich führt ein Dienstsiegel mit dem Stadtwappen. Das Stadtsiegel zeigt die Umschrift oben „STADT KORSCHENBROICH“ und unten „RHEIN-KREIS NEUSS“ sowie als Siegelbild das Stadtwappen und eine Unterscheidungsziffer.

Stadtwappen
Hissflagge
Banner
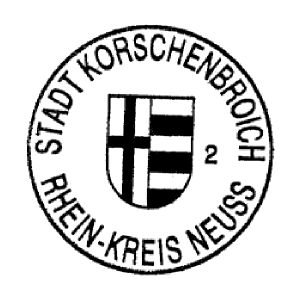
Dienstsiegel

### Städtischer Haushalt

#### Haushaltskennzahlen
Die Stadt Korschenbroich nimmt freiwillig an der zweiten Stufe des Stärkungspakts Stadtfinanzen teil. Mit der Teilnahme geht die Stadt die Verpflichtung ein, „gemäß den Vorschriften des Stärkungspaktgesetzes, die Jahresfehlbeträge im Haushalt in gleichmäßigen jährlichen Schritten zu reduzieren und spätestens ab dem Jahre 2018 einen Haushaltsausgleich darzustellen“. Die aktuellen Haushaltszahlen ergeben sich aus dem Haushaltsplanentwurf 2017:
| Haushaltskennzahlen (Tsd. €)           | Ansatz 2013 | Ansatz 2014 | Ansatz 2015 | Ansatz 2016 | Ansatz 2017 |
| -------------------------------------- | ----------- | ----------- | ----------- | ----------- | ----------- |
| Ordentliche Erträge                    | 54.553      | 58.967      | 59.423      | 65.110      | 72.394      |
| - davon Einnahmen Gewerbesteuer        | 11.000      | 10.500      | 12.180      | 12.000      | 12.000      |
| - davon Einnahmen Grundsteuer B        | 4.814       | 4.900       | 5.525       | 5.550       | 5.700       |
| - davon Gemeindeanteil EKSt.           | 17.600      | 18.644      | 19.707      | 20.456      | 21.700      |
| Ordentliche Aufwendungen               | 61.121      | 59.062      | 61.733      | 66.404      | 72.102      |
| Ergebnis der lfd. Verwaltungstätigkeit | −6.568      | −95         | −2.311      | −1.293      | 292         |
| Finanzergebnis                         | −1.123      | −1.137      | −1.118      | −750        | −854        |
| Gesamtergebnis                         | −7.691      | −1.231      | −3.429      | −2.043      | −561        |
| Schuldenstand                          | 37.982      | 38.187      | 36.635      | 38.179      | 37.479      |

#### Gemeindesteuern
Die Entwicklung der Hebesätze der Gemeindesteuern stellt sich für Korschenbroich wie folgt dar:
| Steuerart                                                      | 2013     | 2014     | 2015     | 2016     | 2017     | 2018     | 2019     |
| -------------------------------------------------------------- | -------- | -------- | -------- | -------- | -------- | -------- | -------- |
| Grundsteuer A für die land- und forstwirtschaftlichen Betriebe | 235 v.H. | 235 v.H. | 250 v.H. | 250 v.H. | 250 v.H. | 250 v.H. | 250 v.H. |
| Grundsteuer B für die Grundstücke                              | 425 v.H. | 425 v.H. | 480 v.H. | 480 v.H. | 480 v.H. | 480 v.H. | 590 v.H. |
| Gewerbesteuer                                                  | 440 v.H. | 440 v.H. | 450 v.H. | 450 v.H. | 450 v.H. | 450 v.H. | 450 v.H. |

### Städtepartnerschaften
- Carbonne (Frankreich), seit 1988
- Finowfurt, heute zu Schorfheide (Brandenburg) gehörend, seit 1990

## Kultur und Sehenswürdigkeiten

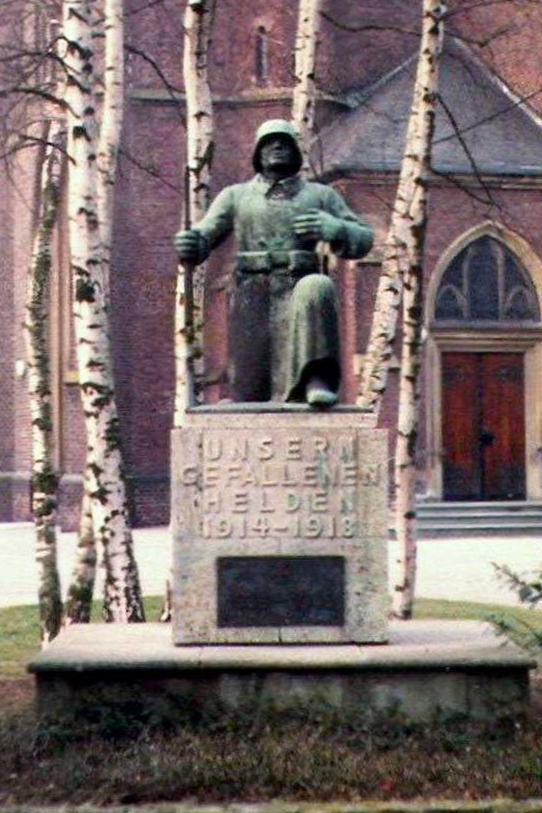
Glehn: Kriegerdenkmal 1914–1918 an der Katholischen Pfarrkirche St. Pankratius

### Bauwerke, Denkmäler und Kunstwerke
- Schloss Myllendonk: ein Wasserschloss, dessen Wurzeln im Mittelalter liegen und das gotische und barocke Bauteile aufweist
- Schloss Liedberg: eine der wenigen Anlagen am Niederrhein, die als Höhenburg erbaut wurden
- Haus Fürth (15. Jh.) bei Liedberg, eine Wasserburg in Fachwerkbauweise
- Haus Glehn („Fleckenhaus“), Wasserburg der Renaissance
- Der Mühlenturm an der Ostkuppe des Liedbergs entstand als Befestigungsanlage im Ort Liedberg. Der sieben Stockwerke hohe Turm war der erste Bergfried der Liedberger Herren. Er wurde vermutlich im 9. Jahrhundert errichtet. Als Baumaterialien verwendete man gebrannte Ziegel und Liedberger Quadersandsteine. Im Jahr 1572 erfolgte ein Umbau zur Windmühle.
- Die Jüdischen Friedhöfe in Pesch an der Donatusstraße und in Glehn an der Bendstraße.
- Rittergut Birkhof, ein typisch im rheinischen Raum vorherrschendes geschlossenes Hofgeviert bei Lüttenglehn.
- Der Kuhlenhof, ein Wohngebäude an der Mühlenstraße von 1566
- Die ehemalige Vikarie an der Regentenstraße – eines der ältesten Wohngebäude in Korschenbroich.
- Kriegerdenkmal: In der ehemals selbständigen Gemeinde Glehn wurde in den 1920er Jahren auf dem Vorplatz der katholischen Pfarrkirche St. Pankratius ein Kriegerdenkmal für die im Ersten Weltkrieg gefallenen Söhne des Ortes errichtet. Das Denkmal wurde nach einem Entwurf des Kölner Bildhauers Willy Meller geschaffen. Auf dem Sockel kniet ein betender Soldat mit Mantel und Stahlhelm, sein Gewehr hat er seitlich auf den Boden gestützt.
- Matthias-Hoeren-Denkmal von Dieter Patt (ehem. Landrat und Künstler) vor dem Matthias-Hoeren-Platz im Stadtteil Korschenbroich.
- Der K-Läufer von Dieter Patt (ehem. Landrat und Künstler) vor der Sparkasse in Korschenbroich. Eine stattliche 1,5 Tonnen schwere und 2,50 Meter hohe Skulptur aus Eisen, die für Korschenbroich und die Großveranstaltung „City-Lauf“ steht.[25]

### Kultureinrichtungen
- Kultur-Bahnhof und Heimatmuseum im Stadtteil Korschenbroich, Träger des Kultur-Bahnhofes sind der Heimatverein Korschenbroich e. V. sowie der „Förderverein Alter Bahnhof Heimatmuseum e. V.“
- Sandbauernhof Liedberg, regelmäßige Ausstellungen und Konzerte
- Aula des Gymnasiums Korschenbroich mit Neujahrsempfang, Konzerten, Theater- und Kabarettveranstaltungen usw.
- Alte Schule an der Steinstraße mit Vorträgen, sonstigen Veranstaltungen
- Neuer Ratssaal der Stadt an der Don-Bosco-Straße 6

### Landschafts- und Naturschutzgebiete

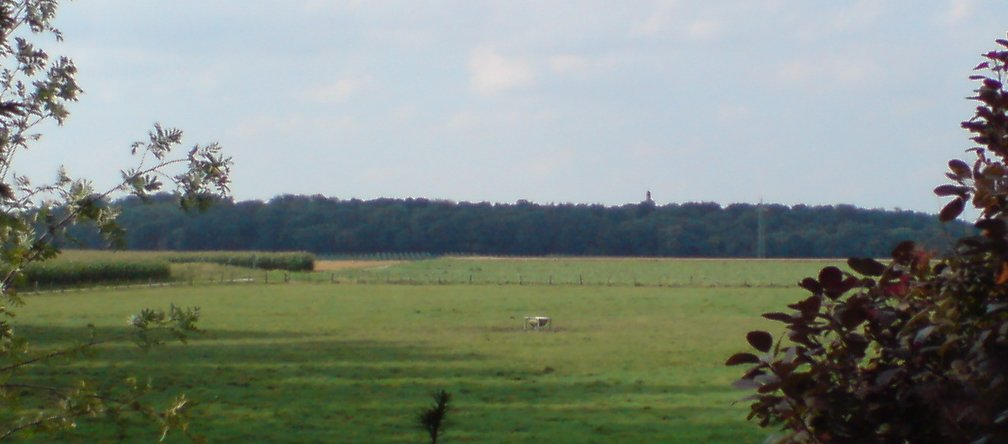
Ansicht des Liedberg von Süden (Rubbelrath)

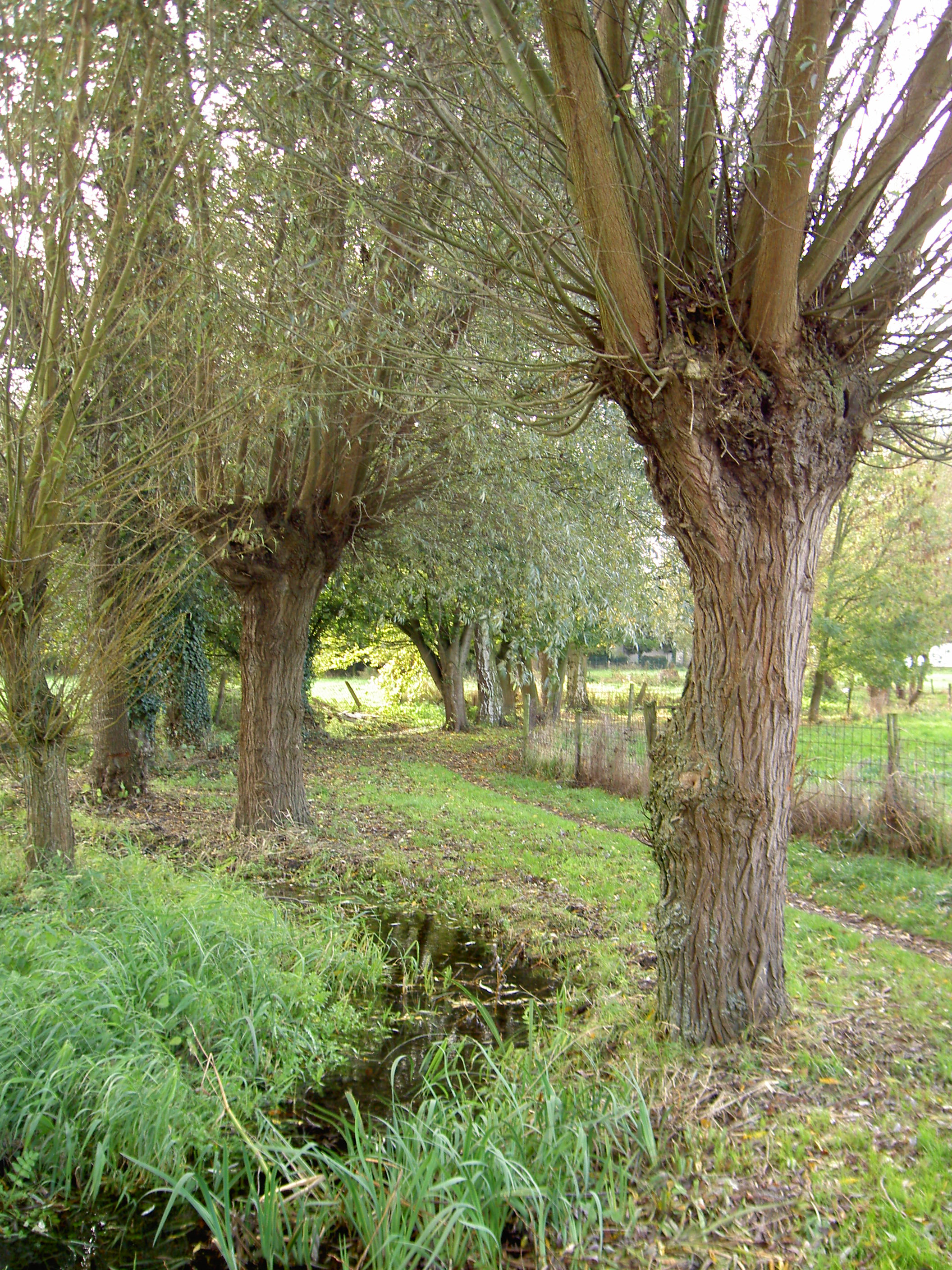
Kopfweiden am Trietbach in Pesch

Neben mehreren Landschaftsschutzgebieten (LSG) verfügt Korschenbroich über zwei Naturschutzgebiete (NSG):
- NSG Pferdsbroich mit 36,00 ha: Die Festsetzung als Naturschutzgebiet erfolgte zur Erhaltung und Förderung von Lebensgemeinschaften und Lebensstätten wildwachsender Pflanzen und wildlebender Tierarten, insbesondere zur Erhaltung und Wiederherstellung der hier typischen Bruchwaldbestände, zur Erhaltung der Standorte gefährdeter seltener Pflanzen und zur Erhaltung der Amphibienstandorte, sowie zur Wiederherstellung von Lebensgemeinschaften und Lebensstätten bedrohter wildwachsender Pflanzen- und wildlebender Tierarten.[26]
- NSG Quarzitkuppe Liedberg mit 18,70 ha: Die Festsetzung als Naturschutzgebiet erfolgte insbesondere zur Erhaltung der inselartig aus der Niederrheinebene herausragenden Hauptterrassenreste mit ihrem ausgeprägten Relief, wegen ihrer erdgeschichtlichen und landeskundlichen Bedeutung sowie des Eichen-Hainbuchenwaldes mit seltenen Tierarten sowie einem vielfältigen Waldbestand unterschiedlicher Prägung mit bis zu 200-jährigen Buchen und Eichen.[27]

### Sport
Dem Stadtsportverband Korschenbroich e. V. gehören 35 Sportvereine an. Von Fußball, Handball, Leichtathletik bis zu Tennis, Tischtennis und Reiten sind nahezu alle gängigen Sportarten vertreten. Die Stadt betreibt mehr als 20 Sportstätten selbst.
In der Saison 2009/10 spielte der TV Korschenbroich in der 2. Handball-Bundesliga Süd.
Die Ortsgruppe Korschenbroich der Deutschen-Lebens-Rettungs-Gesellschaft (DLRG) hat eine erfolgreiche Wettkampfmannschaft, die schon einige Weltmeister und Deutsche Meister im Rettungsschwimmen hervorgebracht hat. Die DJK Kleinenbroich konnte in der Leichtathletik mehrere Deutsche Meister in Altersklassen stellen.
Der Verein „Sport Ältere Generation Korschenbroich e. V.“ hat als Vereinsziel, durch sportliche Betätigung im Rahmen des sozialen Altensports, durch Pflege der Freundschaft, der für Senioren so wichtigen Gemeinschaft und der Altenhilfe, ihre Gesundheit, ihr körperliches, geistiges, seelisches und soziales Wohlbefinden zu fördern. So ist der Verein sowohl ein Sportverein als auch eine sozial tätige Organisation der Seniorenarbeit.
Im Stadtgebiet werden zwei Golfanlagen betrieben: Golfclub Schloss Myllendonk und Golfclub Rittergut Birkhof.

### Soziale, humanitäre und karitative Organisationen
- Kinder-Direkthilfe Korschenbroich e. V., für notleidende Kinder und Jugendliche in La Paz/Bolivien. Organisiert durch die beiden Bruderschaften Korschenbroichs, dem Schützenzug „Lange Lulatsche“ und vor Ort in La Paz durch Pfarrer Josef Neuenhofer.[30]
- VfB-SOS e. V. 1995 Korschenbroich: Der Verein vermittelt ehrenamtlich Patenschaften für die SOS-Kinderdörfer (Hermann-Gmeiner-Fond) Deutschland. In Rumänien organisiert er Hilfe für Straßenkinder in Siebenbürgen und sehr notleidende Familien. Weiterhin unterstützt er Hilfsprojekte für behinderte Kinder in Deutschland.[31]
- Humanitäre Hilfe Korschenbroich, Hilfstransporte nach Bulgarien.
- „Jazz bei Johannes“, eine Benefiz-Veranstaltung im Platanengarten des Gasthofs Deuss zugunsten der „Elterninitiative Kinderkrebsklinik Düsseldorf“.
- Caritativ-Ausschuss der St. Donatus-Bruderschaft Pesch, Förderung jährlich wechselnder regionaler karitativer Projekte.[32]
- Deutsches Rotes Kreuz Ortsverein Korschenbroich e. V.[33]
- Augenhilfe Afrika e. V.[34]

### Brauchtum und Mundart
Die Pflege des Brauchtums und Erhaltung der Mundart werden insbesondere durch die folgenden Organisationen gefördert:
- Die Schützenbruderschaften, Schützenvereine und Dorfgemeinschaften
- Traditionelle Trier-Wallfahrten der Fußpilger der St. Matthias-Bruderschaften Korschenbroich[35], Kleinenbroich, Liedberg und Glehn zum Grab des Apostels Matthias.
- Die Kleinenbroicher Karnevals-Freunde, ein Kleinenbroicher Karnevalsverein
- Neersbroicher Karnevalsumzug der Sportfreunde 1927 Neersbroich e. V.[36]
- Karnevalsaufführungen der Kath. Frauengemeinschaften (kfd) mehrerer Ortsteile.
- Das Glehner Buretheater, eine Laienspielgruppe, die in Glehner Mundart Lustspiele und Schwänke aufführt.
- De Krawallschachteln, eine Korschenbroicher Frauengruppe, die eigene Theaterstücke in Korschenbroicher Mundart aufführt.
- Das Thalia-Theater Korschenbroich, neben Komödien, Schauspielen und Kriminalstücken der traditionellen Theaterliteratur steht auch die Sparte Kinder- und Familientheater auf dem Spielplan.
- Mundartabend des Heimatvereins Korschenbroich und des Vereins zur Förderung und Pflege der Mundart.

### Regelmäßige Veranstaltungen

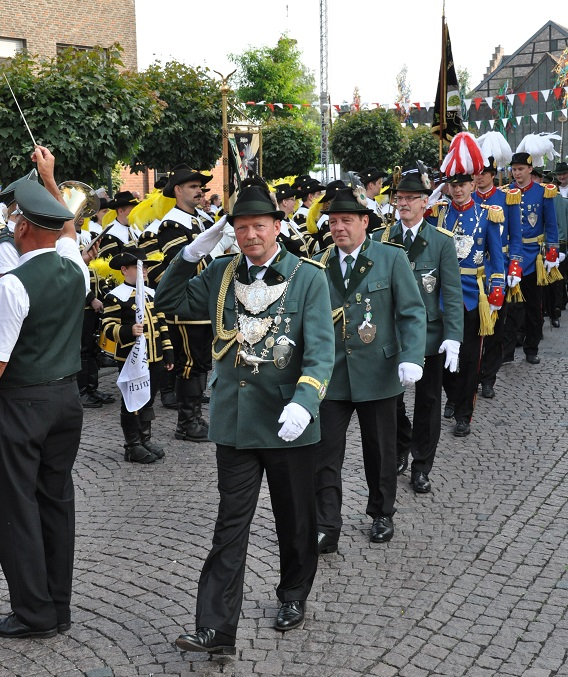
Unges Pengste: Abschreiten der Front durch die Könige und Minister

- Internationaler Korschenbroicher City-Lauf seit 1989. Im Jahr 2012 nahmen 3304 Läufer teil.[37]
- Internationale Orgelwoche (Kirche St. Andreas)
- Jugend-Kultur-Marathon
- Korschenbroicher Karnevalsumzug
- Korschenbroicher Kunstfrühling mit dem örtlichen Einzelhandel
- Martinsmarkt im historischen Ortskern, Veranstalter Cityring und Stadtmarketing
- Unges Pengste, ein fünftägiges Schützen- und Heimatfest zu Pfingsten, ist eines der größten und bekanntesten Schützenfeste am linken Niederrhein. Rund 1000 Schützen marschieren an drei Tagen  mit Fahnenschwenkern, Blumenhörnern und Musikkapellen aus Korschenbroich und Umgebung durch den Korschenbroicher Ortskern. Das Fest wird von der 1504 gegründeten St. Sebastianus Bruderschaft und der 1708 gegründeten St. Katharina Junggesellen-Bruderschaft organisiert und durchgeführt.
- Weitere Schützen- und Heimatfeste in Kleinenbroich, Glehn, Liedberg, Pesch, Steinforth-Rubbelrath und Herrenshoff. In Glehn können in jedem Jahr am ersten Septemberwochenende mehr als 1000 Teilnehmer gezählt werden.
- Rochusfest des Heimatvereins Lüttenglehn

## Wirtschaft, Arbeit und Infrastruktur

### Beschäftigung und Arbeitslosigkeit
Statistische Kennzahlen für Korschenbroich:
| Beschäftigte1)                      | 6.264 |        |
| - davon Land- und Forstwirtschaft   | 110   | 1,8 %  |
| - davon Produzierendes Gewerbe      | 2.057 | 32,8 % |
| - davon Handel, Gewerbe und Verkehr | 1.972 | 31,5 % |
| - davon Sonstige Dienstleistungen   | 2.124 | 33,9 % |
| Anzahl Arbeitslose2)                | 696   | 4,0 %  |
| - davon Männer                      | 370   | 53,2 % |
| - davon Frauen                      | 326   | 46,8 % |
| - davon Deutsche                    | 621   | 89,2 % |
| - davon Ausländer                   | 75    | 10,8 % |
| - davon unter 25 Jahre              | 35    | 5,0 %  |
| - davon 25 bis 49 Jahre             | 449   | 64,5 % |
| - davon 50 Jahre und älter          | 212   | 30,5 % |

1) Beschäftigtenstatistik Stand: 30. Juni 2012

2) Arbeitslosenstatistik Stand: 30. November 2013

### Ansässige Unternehmen
- Bolten-Brauerei
- Sempell

### Öffentliche Einrichtungen

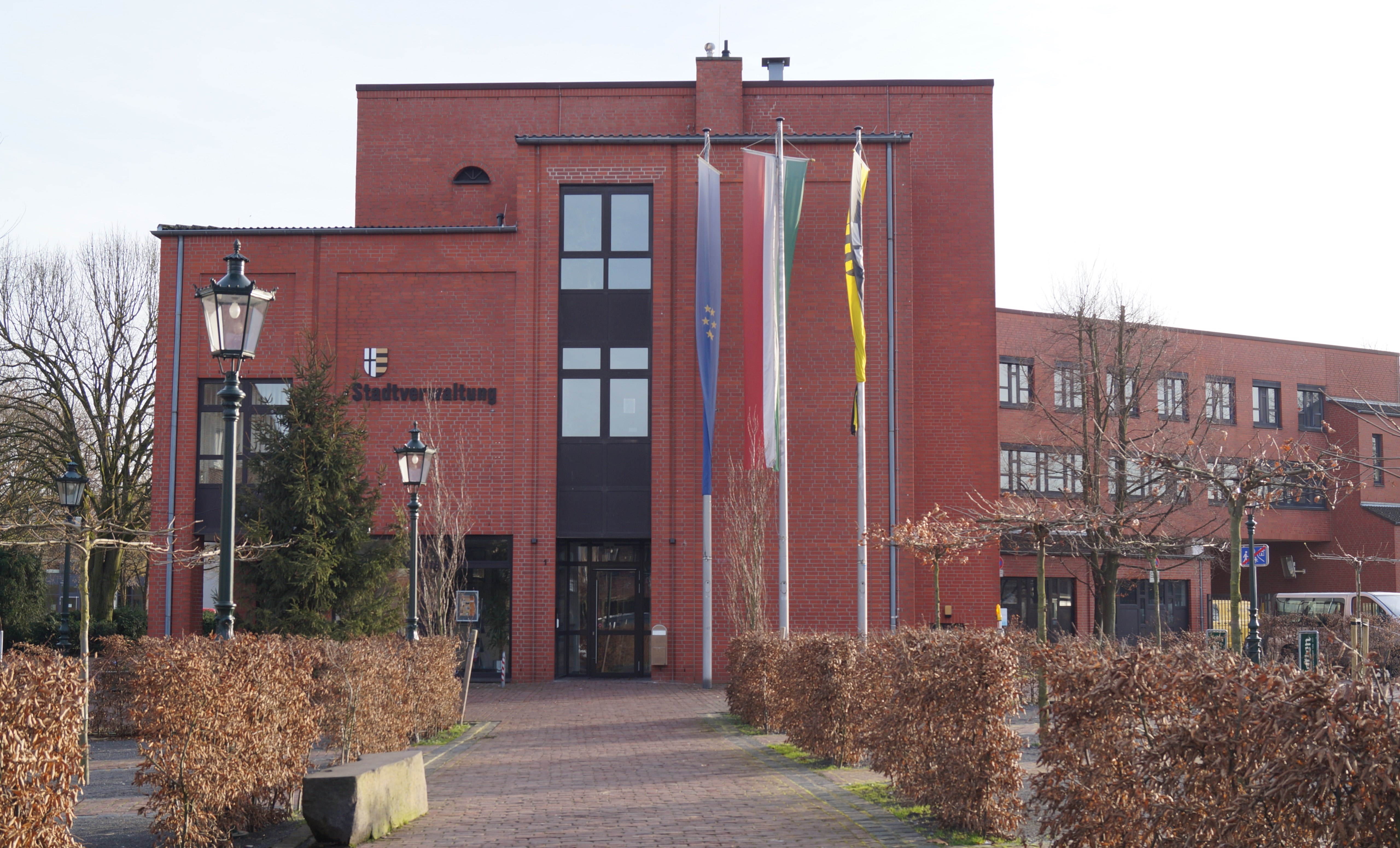
Rathaus der Stadt Korschenbroich

- Die Niederrhein-Klinik Korschenbroich, ein regionales Zentrum für vollstationäre und ambulante Medizinische Rehabilitation in den Bereichen Orthopädie und Onkologie.[38]
- Das Seniorenhaus Korschenbroich, ehemaliges Kreisaltersheim, wird in Trägerschaft des Rhein-Kreises Neuss betrieben.
- Die Häuser Tabita und Timon der Diakonie Rhein-Kreis Neuss, Zentren, die Senioren betreuen, die von eingeschränkter Alltagskompetenz und z. B. von Demenz betroffen sind.
- Verwaltungsgebäude an der Sebastianusstraße
- Verwaltungsgebäude an der Don-Bosco-Straße
- Die Freiwillige Feuerwehr Korschenbroich mit ihren Löschzügen in Korschenbroich, Kleinenbroich und Glehn sowie den Löschgruppen in Herrenshoff, Pesch und Liedberg[39]
- Rettungswache mit einem Rettungswagen und einem Krankenwagen, in Trägerschaft des Rhein-Kreises Neuss und Betreiber Deutsches Rotes Kreuz Kreisverband Neuss[40]
- Friedhöfe in allen Stadtteilen. Für den Waldfriedhof Korschenbroich und den Friedhof Pesch bestehen Gestaltungssatzungen, dass nur Holzgrabmale und Liegeplatten aus Naturstein zugelassen sind.[41]

### Bildung
- Gymnasium Korschenbroich
- Realschule Korschenbroich / Kleinenbroich
- Hauptschule Korschenbroich / Kleinenbroich
- Grundschulen in allen Stadtteilen

### Telefonvorwahlen
Die Stadt Korschenbroich gehört zu den wenigen Städten die keine eigene Ortsnetzkennzahl haben und komplett aus 4 verschiedenen Bereichen versorgt wird.
- 02131 – Rittergut Birkhof
- 02161 – Herzbroich, Kleinenbroich, Korschenbroich, Pesch, Raderbroich
- 02166 – Liedberg, Steinforth-Rubbelrath und Steinhausen
- 02182 – Epsendorf, Glehn, Lüttenglehn

Das Rittergut Birkhof müsste eigentlich die Ortsnetzkennzahl 02182 haben, man bestand allerdings bei der erstmaligen Einrichtung eines Telefonanschlusses auf eine Rufnummer aus Neuss.

### Verkehr
Bahn
Die Bahnhöfe Korschenbroich und Kleinenbroich an der Bahnstrecke Mönchengladbach–Düsseldorf werden von der S 8 (Dortmund-Hagen–Wuppertal–Düsseldorf–Neuss–Korschenbroich–Mönchengladbach) der S-Bahn Rhein-Ruhr bedient.
Nahverkehr
Die Stadt wird im Linienverkehr von mehreren Busverbindungen versorgt:
| 016 | (Korschenbroich Bf – Schloss Rheydt – Marienplatz Rheydt – Wickrath – Buchholz), Betreiber NEW' MöBus                                                                                                  |
| 021 | (Giesenkirchen – Korschenbroich) im Schulbusverkehr, Betreiber NEW' MöBus |
| 029 | (Mönchengladbach Hbf – Herrenshoff – Raderbroich – Korschenbroich Bf), Betreiber NEW' MöBus |
| 031 | (Mönchengladbach Hbf – Korschenbroich – Pesch – Liedberg (– Glehn – Steinforth)), Betreiber NEW' MöBus                                                                                                 |
| 032 | (Korschenbroich – Pesch – Kleinenbroich) im Schulbusverkehr, Betreiber NEW' MöBus |
| 034 | (Kleinenbroich – Glehn – Lüttenglehn), Betreiber NEW' MöBus |
| 864 | (Düsseldorf Heerdt – Neuss – Glehn – Liedberg – Giesenkirchen), Betreiber Busverkehr Rheinland GmbH (BVR)                                                                                              |
| b   | Bürgerbus Korschenbroich, ein Kleinbus im Linienverkehr, der die einzelnen Korschenbroicher Stadtteile verbindet. Die Fahrerinnen und Fahrer engagieren sich ehrenamtlich in dem gleichnamigen Verein. |

Straße
Korschenbroich liegt an den Bundesstraßen 7 und 230 sowie an den Autobahnen A 46 Heinsberg-Düsseldorf-Bestwig (Ausfahrt Kapellen), A 52 Essen-Roermond (Ausfahrt Schiefbahn), A 57 Köln-Goch (Ausfahrt Neuss/Büttgen) und A 44 Aachen-Kassel-Eisenach (Ausfahrt Mönchengladbach-Ost).
Radwege
Das Stadtgebiet verfügt über zahlreiche Radwege. Durch Korschenbroich führen die Fietsallee am Nordkanal, die Euroga-Route, die Deutsche Fußball Route NRW, das Radverkehrsnetz NRW und die NiederRheinroute.

## Klima
Klimatisch zeichnet sich Korschenbroich durch eine Gunstlage aus, die von der Nordsee und vom Golfstrom beeinflusst wird. Die Winter sind schneearm und der Frühling setzt recht früh ein. Im Jahresdurchschnitt fällt ein Niederschlag von ca. 800 mm.
|                        | Jan  | Feb  | Mär | Apr  | Mai  | Jun  | Jul  | Aug  | Sep  | Okt  | Nov | Dez |   |      |
| Mittl. Temperatur (°C) | 2,0  | 2,6  | 6,1 | 9,3  | 13,5 | 16,6 | 18,2 | 18,0 | 15,2 | 10,8 | 6,2 | 3,1 | ⌀ | 10,2 |
| Mittl. Tagesmax. (°C)  | 4,5  | 5,6  | 9,8 | 14,1 | 18,7 | 21,8 | 23,2 | 23,0 | 20,0 | 14,7 | 8,9 | 5,5 | ⌀ | 14,2 |
| Mittl. Tagesmin. (°C)  | −0,5 | −0,3 | 2,4 | 4,6  | 8,3  | 11,4 | 13,2 | 13,0 | 10,5 | 6,9  | 3,6 | 0,8 | ⌀ | 6,2  |
|                        |      |      |     |      |      |      |      |      |      |      |     |     |   |      |
| Niederschlag (mm)      | 66   | 50   | 63  | 54   | 69   | 82   | 76   | 71   | 63   | 64   | 65  | 63  | Σ | 786  |

| −0,5 |

| −0,3 |

| 2,4 |

| 4,6 |

| 8,3 |

| 11,4 |

| 13,2 |

| 13,0 |

| 10,5 |

| 6,9 |

| 3,6 |

| 0,8 |

| −0,5 |

| −0,3 |

| 2,4 |

| 4,6 |

| 8,3 |

| 11,4 |

| 13,2 |

| 13,0 |

| 10,5 |

| 6,9 |

| 3,6 |

| 0,8 |

| N i e d e r s c h l a g | 66  | 50  | 63  | 54  | 69  | 82  | 76  | 71  | 63  | 64  | 65  | 63  |
|                         | Jan | Feb | Mär | Apr | Mai | Jun | Jul | Aug | Sep | Okt | Nov | Dez |

## Persönlichkeiten

### Söhne und Töchter der Stadt
- Adam Weisweiler (1746–1820), Kunsttischler (Ebenist)
- Gerhard Compes (1810–1887), eigentlich Heinrich Joseph Gerard Compes, Jurist und Politiker
- Therese von Wüllenweber (1833–1907), Mitgründerin des Ordens der Salvatorianerinnen
- Edvard Frank (1909–1972), Maler der Gruppe „Die verschollene Generation“
- Kurt Winter (1910–1987), Sozialmediziner, Hochschullehrer, Publizist und Gesundheitspolitiker
- Matthias Hoeren (1916–1997), Kommunalpolitiker und ehrenamtlicher Landrat, 1951–75 Bürgermeister der Gemeinde Korschenbroich
- Heinrich Schipperges (1918–2003), Medizinhistoriker und Medizintheoretiker
- Reiner Wimmer (* 1939), Philosoph und Hochschullehrer
- Karlheinz Jansen (* 1943), Lehrer, Politiker (CDU), MdL Nordrhein-Westfalens
- Jürgen Suberg (1944–2024), Bildhauer
- Manfred Hegger (1946–2016), Architekt und Hochschullehrer
- Heinz Josef Dick (* 1949), Kommunalpolitiker und hauptamtlicher Bürgermeister (CDU) von Korschenbroich
- Ulrich Hambüchen (* 1949), Jurist und ehemaliger Vorsitzender Richter am Bundessozialgericht in Kassel
- Ekkehardt Belle (1954–2022), Synchronsprecher und Synchronregisseur
- Gregor Herten (* 1955), Physiker, Forscher und Hochschullehrer
- Hans-Jürgen Hohnen (* 1955), von 2006 bis 2009 Staatssekretär im Ministerium des Innern Landes Brandenburg
- Klaus Schmitt (* 1955), Künstler, Bildhauer, Maler
- Rita Mielke (* 1957), Literaturwissenschaftlerin, Journalistin und Autorin
- Horst Schlämmer (* 1957), Figur von Hape Kerkeling[43]
- Ralf Dusend (* 1959), ehemaliger Fußballspieler
- Klaus Wallrath (* 1959), Kirchenmusiker, Komponist und Kantor an St. Margareta Düsseldorf-Gerresheim
- Peter Wetzels (* 1959), Rechtswissenschaftler
- Andrea Klimt, geborene Wormitt (* 1962), Rektorin der Theologischen Hochschule Elstal
- Uli Jenneßen (* 1964), Jazzschlagzeuger
- Rainer Knepperges (* 1965), Drehbuchautor, Filmregisseur und Schauspieler
- Jörg Rohde (* 1966), Politiker (FDP)
- Peter Godazgar (* 1967), Journalist und Krimiautor
- Thomas Lehnen (* 1967), Flottillenadmiral der Bundeswehr
- Manfred Stefes (* 1967), ehemaliger Fußballspieler und jetziger Fußballtrainer
- Uta Fußangel (* 1969), Moderatorin
- Michael Lierz (* 1971), Tiermediziner
- Sylvia Bommes (* 1972), Fernseh- und Radiomoderatorin
- Mürvet Öztürk (* 1972), hessische Politikerin und ehemalige Abgeordnete des Hessischen Landtags
- Vera Bolten (* 1976), Musicaldarstellerin

### Personen mit Beziehung zur Stadt
- Wilderich Graf von Spee-Mirbach (1926–2013), Politiker (CDU), 1975–86 Bürgermeister von Korschenbroich
- Hans-Ulrich Klose (1935–2022), Politiker (CDU), 1994–99 Bürgermeister von Korschenbroich
- Klaus Müller (1936–2022), Historiker Uni Düsseldorf; lebte hier
- Meinulf Barbers (* 1937), Pädagoge, Kommunalpolitiker der CDU, ehemaliger Oberstudiendirektor des Gymnasiums Korschenbroich, sowie Sprecher, Koordinator und Initiator des Quickborn-Arbeitskreises
- Wilfried Jacobs (* 1944), ehemaliger Präsident von Borussia Mönchengladbach und ehemaliger Vorsitzender des Vorstandes der AOK Rheinland/Hamburg
- Berti Vogts (* 1946), ehemaliger Fußballnationalspieler und Nationaltrainer; wohnt im Stadtteil Kleinenbroich
- Alois Johannes Buch (* 1951), römisch-katholischer Theologe, Stiftungsmanager und Diakon; lebt in Korschenbroich
- Ulrike Apel-Haefs (1952–2009), Politikerin (SPD)
- Antoschka (* 1954), weltberühmter weiblicher russischer Clown mit bürgerlichem Namen Jekaterina Moschajewa; wohnt in Glehn
- Horst Thoren (* 1958), Bezirksbundesmeister im Schützenverband BhDS, Vizepräsident des E-G-S[44], Suprior der Ritterschaft vom Hl. Sebastianus in Europa und Träger des Großen goldenen Stern vom BhDS, lebt in Korschenbroich
- Christian Hochstätter (* 1963), ehemaliger Fußballspieler und heutiger -funktionär; lebt in Korschenbroich
- Bernhard König (* 1967), Komponist; lebt in Korschenbroich
- Arie van Lent (* 1970), ehemaliger Fußballspieler und jetziger -trainer niederländischer Herkunft; lebt in Korschenbroich
- Ansgar Heveling (* 1972), Politiker (CDU), MdB
- Max Eberl (* 1973), Sportfunktionär und ehemaliger Fußballspieler, lebte in Herrenshoff
- Heinz-Wilhelm Esser (* 1974), auch bekannt als Doc Esser, Facharzt, Fernseh- und Hörfunkmoderator
- Tom van Hasselt (* 1978), Klavierkabarettist; wuchs in Korschenbroich auf
- Marc Venten (* 1978), Jurist und Kommunalpolitiker (CDU), Bürgermeister von Korschenbroich
- Andreas Lambertz (* 1984), Fußballspieler; wohnte in Korschenbroich
- Jan Olschowsky (* 2001), Fußballtorwart; wuchs in Korschenbroich auf